# 尘歌壶
尘歌壶，是由米哈游开发的一款内置于《原神》的家园游戏系统，于2021年4月28日于《原神》1.5版本“玉扉绕尘歌”中上线，由萍姥姥赠与玩家。尘歌壶内部区域又称“洞天”，可供玩家获取摆设并装饰其中，内置了洞天信任等阶，可获得奖励。玩家可以通过传送锚点和尘歌壶道具离开尘歌壶。

## 玩法
尘歌壶的玩法主要围绕摆设构成。针对摆设，玩家可以自由移动和编辑游戏官方提供的摆设，并提高信任等阶、获得奖励和材料。
玩家在尘歌壶中可放置一定数量的“摆设”，放置摆设是尘歌壶的核心玩法之一，摆设可通过玩家制作获得。摆设的形态多为《原神》中各个国家的建筑和器具。摆设有一定限制，尘歌壶系统主要禁止了摆设穿模和摆设数量过多。
壶灵，一般指阿圆与阿嘟，是尘歌壶的主要NPC。壶灵一般用于制作摆设、领取奖励、购买摆设和摆设图纸等功能。阿圆是璃月仙人萍姥姥的好友。同时，每周五早晨4:00至次周周一早晨4:00，周游壶灵啊嘟会出现在尘歌壶中，可购买相关物品
信任等阶是尘歌壶中的等级机制，主要体现在与壶中的壶灵“阿圆”的交互。游戏中，提升信任等阶可以提高“洞天宝钱”存储上限、解锁户外区域、提升制作队列上限、丰富“周游壶灵”和改变壶灵形象。在信任等阶提升后，玩家可获得“原石”等奖励。
“入住”功能于《原神》1.6版本上线。可以邀请原神可玩角色进入尘歌壶。玩家可通过“放置”页面，邀请原神可玩角色进入尘歌壶。如果角色放置在其中意的套装附近，系统将会奖励玩家原石。。
“种植”功能于《原神》2.0版本上线，可以使用“化种匣”获取植物种子，种植在尘歌壶之中，玩家可通过种植获得材料。同时，尘歌壶内支持玩家养鱼。玩家可以通过钓鱼的小概率事件，获得可养殖的鱼。玩家可以将其放入尘歌壶的水池中。
“摹本”功能于《原神》3.2版本上线，可以用于玩家作品的传播，用于创作作品的玩家简单的对自己的作品开源和授权，和其他玩家简单的复制和使用。摹本的传播基于洞天模数，洞天模数是摹本的唯一标记。被授权使用的洞天模数可以被其他玩家所导入，导入摹本需要持有该摹本包含的90%以上的摆设。任何不被封禁的用户均可以创建、传播和导入摹本。米游社内设有摹本交流页。
图纸是制作摆设的前提。图纸可以通过打开“奇馈宝箱”、任务奖励和购买的方式获得。尘歌壶内图纸多样，一般均匀分布在各国的地图中。
制作摆设是获得摆设的主要方法之一。获得图纸的摆设，在学习后，可以前往壶灵阿圆处制作。制作摆设需要一定的时间，大多数摆设制作需要20小时。使用道具“仙速瓶”可以跳过摆设制作等待时间，直接获取摆设。摆设的制作有一定的队列限制。在信任等阶满时，尘歌壶开放了5个制作队列，玩家可以在不同制作队列添加不同物品，从而实现摆设同时制作。摆设制作需要材料。制作摆设所需要的所需的材料主要由木材构成。木材可通过攻击游戏中的树获得。其余材料可以向阿圆购买。
一些摆设（如地形、树木和植物）只能通过购买获得。玩家可花费“洞天宝钱”，向阿圆购买自己需要的摆设。可购买的摆设众多。部分宠物也通过购买获得。
部分版本主题活动会在玩家达成一定条件后，赠与玩家该活动特色的摆设或摆设图纸。版本主题活动赠送的摆设或图纸一般没有其他任何获取途径。部分任务与其他活动也会以摆设或摆设图纸为奖励，完成任务、击杀怪物或完成活动时系统可能会奖励玩家摆设或摆设图纸（多为图纸）。

## 评价
媒体与玩家认为，尘歌壶与七圣召唤的诞生是原神弥补玩家无事可做的重要里程碑，尘歌壶在原神中开创了新的游戏模式，让玩家产生新鲜感，获得了正面评价。但尘歌壶系统仍然有很多需要改进的问题，如与壶灵对话频率太高，尘歌壶无法方便的前往另一个区域等问题，媒体也对用户界面设置等方面进行了批评。原神官方也正在一次次的更新中弥补尘歌壶的主要问题：简化了壶灵对话，推出了“口袋锚点”等摆设，优化了玩家的尘歌壶游戏体验。